# Abierto de Australia 1993
Lista de los campeones del Abierto de Australia de 1993:

## Individual masculino
Jim Courier (USA) d. Stefan Edberg (SWE), 6–2, 6–1, 2–6, 7–5

## Individual femenino
Monica Seles (Yugoslavia) d. Steffi Graf (ALE), 4–6, 6–3, 6–2

## Dobles masculino
Danie Visser (RSA)/Laurie Warder (AUS)

## Dobles femenino
Gigi Fernández (USA)/Natasha Zvereva (BLR)

## Dobles mixto
Arantxa Sánchez Vicario (ESP)/Todd Woodbridge (AUS)
| Predecesor: 1992                           | Abierto de Australia 1993 | Sucesor: 1994                         |
| Predecesor: Abierto de Estados Unidos 1992 | Grand Slam 1993           | Sucesor: Torneo de Roland Garros 1993 |

- Datos: Q262309